# Lotabweichung

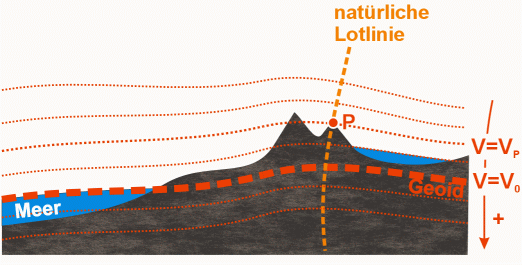
Erdschwerefeld: Lotrichtung, Geoid und Äquipotential

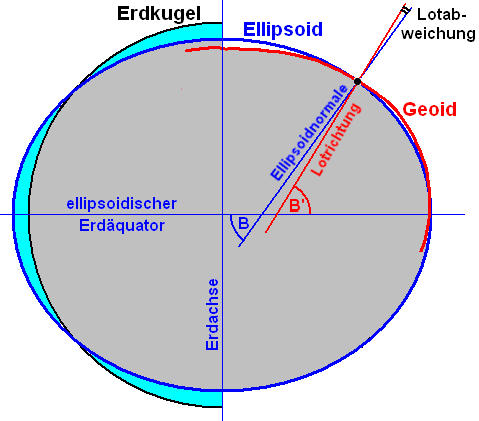
Lotabweichung: Differenz zwischen wahrer Lotrichtung und einem theoretischen Erdellipsoid. Sie bewirkt eine scheinbare Ortsverschiebung und beeinflusst alle terrestrischen Richtungsmessungen.

Die Lotabweichung ist der Winkel zwischen der Lotrichtung und der Ellipsoidnormalen in einem bestimmten Punkt der Erde. Sie kann in europäischen Hochgebirgen 30 bis 50 Bogensekunden (ca. 0,01°)  erreichen, im Flachland weniger, und entspricht der lokalen Neigung des Geoids zum Rotationsellipsoid der Landesvermessung.
Der manchmal verwendete Begriff Lotstörung meint denselben Sachverhalt, bezieht sich aber mehr auf die geologischen Ursachen der Lotabweichung.
Auch wenn diese Null ist, weist die Lotrichtung (realisiert z. B. durch ein frei hängendes Schnurlot) nicht zum Erdmittelpunkt, sondern wegen der Abplattung der Erde (aufgrund der Fliehkraft der Erdrotation) um bis zu etwa 700 Bogensekunden (0,2°) an ihm vorbei.
Manchmal spricht man auch im Bauwesen von Lotabweichung, wenn ein Bauwerk oder eine Fassade aus dem Lot gerät.

## Definition
Laut dem Wörterbuch der Fédération Internationale des Géomètres ist die Lotabweichung der Winkel zwischen der Lotrichtung in einem Punkt und der diesem Punkt durch eine Projektion zugeordneten Normalen auf einem Rotationsellipsoid.
Man spricht von einer astrogeodätischen Lotabweichung, wenn die Bestimmung der Lotrichtung mit den Methoden der geodätischen Astronomie erfolgte. Sie tritt bei der Transformation zwischen lokalen Koordinatensystemen auf.
Dagegen beruht die gravimetrische Lotabweichung auf der Bestimmung der Lotrichtung durch Schweremessungen und wird über die Lösung der geodätischen Randwertaufgabe erhalten.
Lotabweichungen hängen von den ellipsoidischen Koordinaten und damit von den Parametern des Bezugs- oder Referenzellipsoides und von dessen Lagerung gegenüber der Erde ab. Handelt es sich bei dem Bezugsellipsoid um ein geozentrisch (im Erdschwerpunkt) gelagertes und gleichzeitig mittleres Erdellipsoid, so spricht man von absoluten Lotabweichungen, andernfalls von relativen Lotabweichungen.

## Größe
Welche Beträge die Lotabweichung erreichen kann, hängt von mehreren Faktoren ab:
1. von der Topografie – der Höhe und Rauheit des Geländes. In den Alpen können einzelne Gebirgsketten lokale Ablenkungen der Lotrichtung bis fast 60 Bogensekunden (ca. 0,015°) verursachen.
2. von der Geologie – dem unterirdischen Verlauf der Gesteinsschichten. Wo die horizontale Lagerung stark gestört ist – wie z. B. in Molassebecken oder in der Schweizer Ivreazone – sind sogar regionale Ablenkungen über 60 Bogensekunden  möglich.
3. von der Lagerung des Referenzellipsoids der Landesvermessung – siehe auch Geodätisches Datum.

Während in den Hochgebirgen Europas die mittleren Lotabweichungen unter 30 Bogensekunden bleiben (die Maximalwerte können etwa 60 Bogensekunden erreichen), sind in Anden und Himalaya fast die doppelten Beträge möglich.
Angesichts der Genauigkeit moderner Vermessungen wirkt sich die Lotabweichung in fast jedem Projekt bzw. Vermessungsnetz aus, sobald die Visuren (Sichtlinien) um mehr als einige Grade von der Horizontalen abweichen. Die Effekte müssen daher i. d. R. rechnerisch reduziert werden, was Gegenstand von Astrogeodäsie und Höherer Geodäsie (Erdmessung) ist.
Im Hügelland erreichen diese Effekte auf die Messungen einige Bogensekunden bzw. einige Zentimeter pro Kilometer, im Gebirge bis zum Zehnfachen davon. Dass z. B. die früheren Tunnelbauten trotzdem relativ genau zusammenpassten, liegt an der annähernden Symmetrie der meisten Gebirgsketten.

## Geschichte
Umfangreiche Messungen der Lotabweichung wurden erstmals um 1800 nach theoretischen Untersuchungen von Carl Friedrich Gauß im Zuge der Hannoveranischen Landesvermessung durchgeführt, und zwar im Gebiet des Harzes, wo Gauß und seine Assistenten die größten Effekte erwarteten. In den 1970er Jahren etablierte hier die TU Hannover unter Wolfgang Torge ein modernes astro-geodätisches Testnetz Westharz.
Doch schon 20 Jahre vorher gab es solche Überlegungen und geeignete astrogeodätische Messungen durch die schottischen Forscher Charles Hutton und Nevil Maskelyne im Rahmen des Schiehallion-Experiments. Um die Gesteinsdichte des Schiehallion zu bestimmen, wählten sie Messpunkte auf beiden Seiten und verglichen ihre (damals noch mühsam) gemessene Entfernung mit der Differenz ihrer astronomisch gemessenen Breiten. Der Winkelunterschied ergab sich zu 11,6 Bogensekunden und die Gesteinsdichte zu 2,6 bis 2,8 g/cm³.
Im frühen 19. Jahrhundert zeigte die indische Landesvermessung unter George Everest, dass im Himalaya die Lotabweichungen besonders groß sind. Dennoch ergaben die Beobachtungen merklich kleinere Werte als aus den Gebirgsmassen berechnet. Die Wissenschaftler Airy und Pratt erklärten dies um 1855 durch eine Massenkompensation in der unteren Erdkruste, die zu zwei Theorien der Isostasie führte.
Während man die Nord-Süd-Komponente der Lotabweichung (bzw. die astronomische Breite) schon vor über 200 Jahren messen konnte, erfordert die Ost-West-Komponente eine genaue astronomische Längenbestimmung und daher ein präzises Zeitsystem. Ein solches steht erst seit der Erfindung der Funktechnik und der anschließenden Etablierung der Weltzeit zur Verfügung, die heute durch Zeitsignalsender verbreitet wird. In größerem Umfang wurde die Bestimmung der Lotabweichung daher erst im 20. Jahrhundert möglich.
Um 1930 wurden astro-geodätische Messungen zu einem Standardverfahren der Geodäsie und die wichtigste Grundlage für die geforderte Astro-geodätische Netzausgleichung, da die Genauigkeit der Vermessungsnetze den wachsenden Bedürfnissen nicht mehr genügte. Ab den 1950er Jahren gelang es, die bis dahin aufwendigen Lotrichtungsmessungen durch halbautomatische Winkel- und Zeitregistrierung zu beschleunigen. Zwischen 1970 und 2000 erreichte die Forschung zu den Themen Lotabweichung, Geoid und geodätische Gravimetrie einen Höhepunkt, und zwar aus gleichzeitig vier aktuellen Erfordernissen:
1. dem unbedingten Bedarf nach Vermessungsnetzen mit Genauigkeiten besser als 1:1.000.000 (mm pro km),
2. dem zunehmenden Bau von Straßentunneln durch die Alpen und andere Gebirge, wo die Lotabweichung bisweilen einige Dezimeter pro Kilometer ausmacht,
3. der Forderung nach dem Zentimeter-Geoid (Begriff erstmals von Torge geprägt, s. unten), weil bereits 1980 das Aufkommen zentimetergenauer Satellitenortung (GPS, GLONASS, SLR) und kosmischer Interferometrie (VLBI) abzusehen war,
4. dem Bedarf nach potentialtheoretischen Untersuchungen der Erdkruste, wofür die Lotabweichung bessere geologische Schichtneigungen liefern kann als die herkömmliche Gravimetrie – siehe z. B. das heutige deutsche Großprojekt „Sedimentbecken“, die Untersuchungen von Gerstbach (TU Wien) und Papp im Wiener Becken, von Gurtner (Ivrea-Körper in der Südschweiz) und der umfangreichen TESLA-Projektplanung für den 30-km-Linearbeschleuniger bei Hamburg.

Durch verschiedene Großprojekte in Mitteleuropa (vor allem Deutschland, Österreich, Schweiz, sowie Slowenien und Slowakei), in Südeuropa (Kroatien, Griechenland, Türkei) und in Südamerika (v. a. Argentinien) wurde das Geoid von 20 bis 50 cm Genauigkeit im deutschen Sprachraum auf 2 bis 5 cm, anderswo auf 5 bis 10 cm verbessert. In Deutschland steht das aus Lotabweichungen bestimmte „Astrogeoid“ in Konkurrenz zum „gravimetrischen Geoid“, während Gebirgsländer wie Österreich, Schweiz, Slowakei und Griechenland das Astrogeoid bevorzugen. In diesen Ländern gibt es seit etwa 1990 ein dichtes Netz von tausenden Lotabweichungspunkten (mit Punktabständen zwischen 7 und 10 km) und hunderten Laplacepunkten (mit Punktabständen zwischen 10 und 50 km), auf der ganzen Welt sind es einige zehntausend Vermessungspunkte, wo auf der Erdoberfläche die genaue Lotrichtung gemessen wurde.